# Fina da San Gimignano
Fina da San Gimignano, al secolo Fina Ciardi (San Gimignano, 1238 – San Gimignano, 12 marzo 1253), è venerata come santa dalla Chiesa cattolica.

## La vita

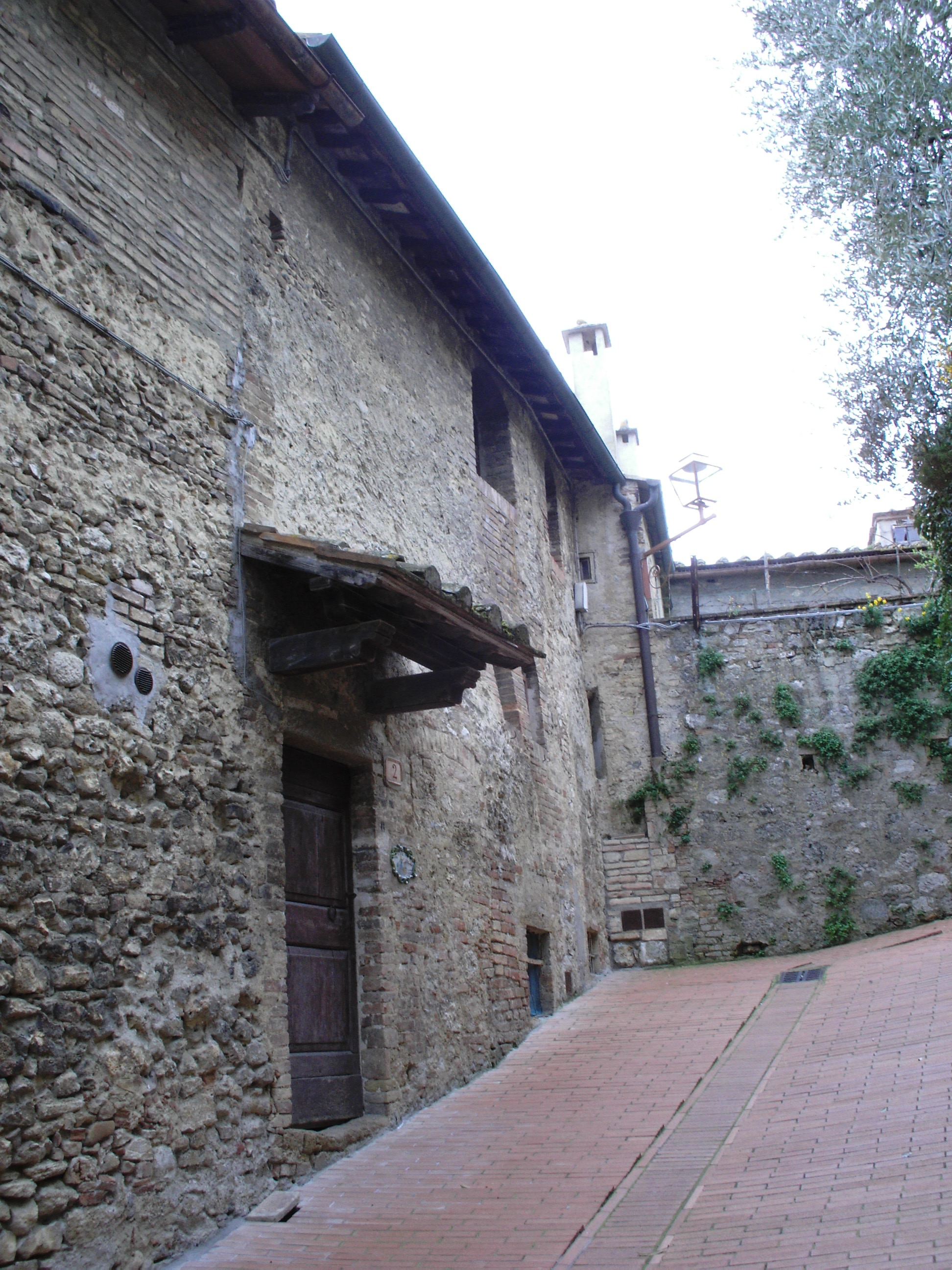
Casa di Santa Fina

Fina dei Ciardi nacque a San Gimignano nel 1238. Era figlia di Cambio Ciardi e di Imperiera, una famiglia di nobili decaduti. Visse tutto il tempo della sua breve esistenza in una modesta abitazione situata nel centro storico della città turrita, nel vicolo che oggi porta il suo nome. 
Ebbe una vita molto umile e sin da piccola coltivava la devozione per la Madonna: si dice che uscisse di casa quasi ed esclusivamente per andare a Messa. Le notizie sui primi dieci anni di Fina sono pressoché assenti, tranne alcune leggende che furono divulgate dopo la sua morte.
La triste svolta nella vita di Fina ebbe luogo quando nel 1248 fu colpita da una grave malattia (probabilmente una forma tubercolare tipo osteomielite o coxite). Qui iniziò un vero e proprio calvario fatto di dolori fisici e disgrazie familiari ed alleviato soltanto dalla sua profonda fede. Ella rifiutò un comodo giaciglio decidendo di rimanere immobile su una tavola di legno di quercia. Col passare del tempo e con l'acutizzarsi della malattia, il suo corpo si impiagò a tal punto che si attaccò al legno della tavola e la sua putrida carne divenne cibo per vermi e topi. Durante la sua malattia perse il padre e successivamente la madre per una caduta accidentale. Nonostante queste avversità lei, nella sua povertà, ringraziava Dio e desiderava sempre più la separazione della sua anima per unirsi al suo sposo Gesù Cristo. 
Questa immensa devozione fu un esempio per tutti i sangimignanesi che si recavano sovente a trovare la povera ammalata i quali sorprendentemente ricevevano parole di conforto da parte di una fanciulla che, nonostante le sofferenze subite, si mostrava serena e rassegnata al volere del Signore.

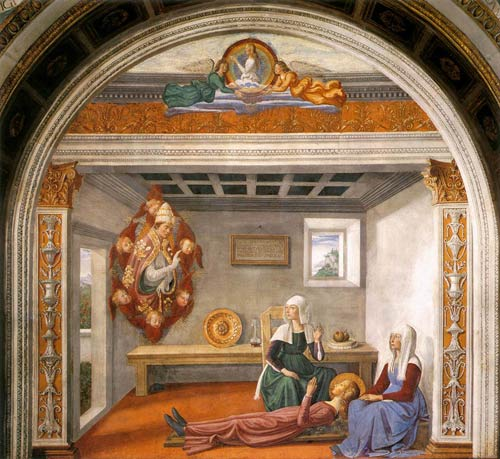
Cappella di Santa Fina, Apparizione di san Gregorio a santa Fina, affresco di Domenico Ghirlandaio

Il 4 marzo 1253, dopo cinque anni di sofferenze passate sulla durezza di quella tavola, mentre le nutrici Beldia e Bonaventura assistevano inesorabili al suo imminente trapasso, san Gregorio Magno apparve nella lugubre stanza dell'ammalata e le predisse la morte che sarebbe avvenuta otto giorni più tardi, proprio nella ricorrenza liturgica del santo pontefice. E così avvenne il 12 marzo 1253, quando la fanciulla ricevette l'estrema unzione e spirò all'età di soli quindici anni.

## Miracoli e leggende
Già l'apparizione di san Gregorio è un miracolo e forse è quello più significativo della vita della fanciulla anche perché la poverella morì il 12 di marzo proprio nel giorno di san Gregorio come quest'ultimo le aveva predetto. 
Quando il corpo di Fina fu staccato (con non poche difficoltà) dalla tavola di quercia, i presenti notarono che dal legno erano fiorite delle gialle viole a ciocche e che nella casa si diffuse un fragrante odore di fiori freschi. Le viole nacquero anche sulle mura di San Gimignano e vi nascono ancora oggi tanto che dagli abitanti del luogo sono chiamate "Viole di Santa Fina".
Il corpo della fanciulla fu trasportato nella Pieve Prepositura e durante il tragitto tutta la popolazione le rese omaggio esclamando «È morta la Santa!». 
Il pellegrinaggio dei sangimignanesi alla Pieve per vedere la salma durò alcuni giorni tanto da ritardarne la tumulazione. Durante questo periodo di esposizione al pubblico le vennero attribuite numerose guarigioni di malati fra le quali viene ricordata quella della sua nutrice Beldia. La donna aveva la mano rattrappita a causa della fatica nel sostenere la testa di Fina durante la sua malattia. Mentre stava dinanzi al cadavere situato nel coro della Pieve, la mano della fanciulla morta le sollevò e le prese la sua, guarendola.
Sempre nel momento del suo trapasso si racconta che le campane suonassero a festa senza che nessuno le avesse mosse. 
Moltissimi malati che, negli anni seguenti, fecero pellegrinaggio alla sua tomba furono miracolosamente guariti ed alcuni di loro divennero fra i più ferventi apostoli del culto della Santa.
Una nota a parte meritano alcuni aneddoti che riguardano la vita di Fina. Per quanto estremamente dettagliati, con l'intento di fornire notizie sulla sua vita e accreditare altri miracoli avvenuti, provengono da fonti che le catalogano come leggende. 
Tuttavia resta un mistero il fatto che la piccola abbia deciso di restare su una tavola di quercia. Pare che ella, nel periodo antecedente la sua malattia, fosse entrata nelle simpatie di un soldato il quale, come pegno d'amore, le avrebbe donato un'arancia. Dinanzi al rimprovero dei genitori per l'accettazione di tale dono avrebbe in seguito scelto di giacere su una rozza e dura tavola come segno di penitenza.

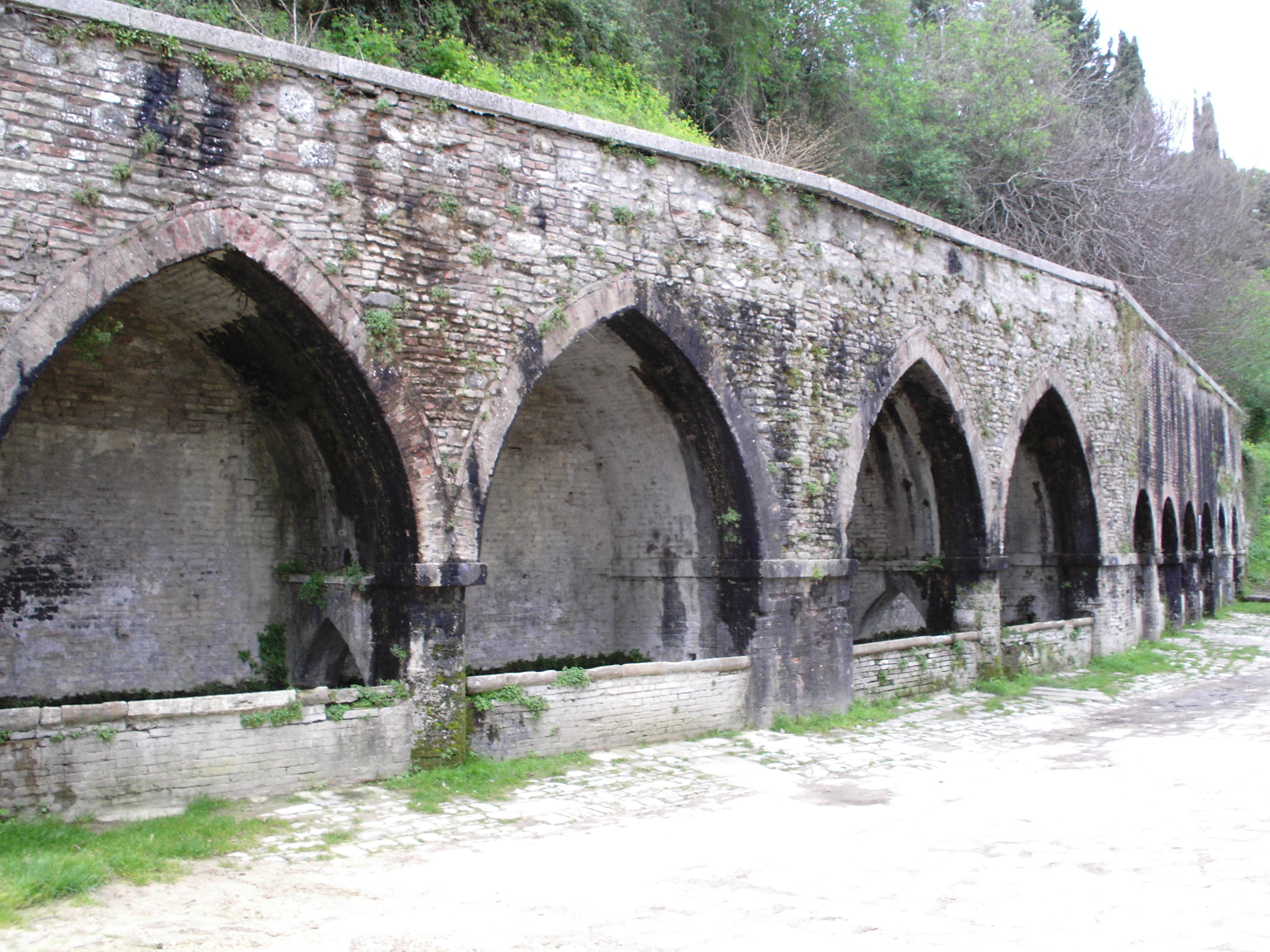
Le Fonti

Un altro episodio narra che durante una passeggiata con due sue amiche udì il pianto di una bambina più piccola. Smeralda, questo il suo nome, stava piangendo per aver rotto una brocca che la madre le aveva dato per attingere l'acqua alle Fonti. Mentre si era fermata a giocare con alcuni bambini aveva lasciato il recipiente incustodito che, rotolando, si era frantumato. Fina le disse di ricomporre i cocci e di metterli sotto l'acqua: la brocca ritornò integra e si riempì.
Da ricordare anche quello che accadde ad un certo Cambio di Rustico, vicino di casa di Fina, che si vantava di aver assistito alla fioritura delle viole sulla tavola al momento del trapasso. Il 12 marzo di alcuni anni dopo, quando tutti si astenevano dal lavoro per ricordare la poverella, si recò nel bosco a fare la legna e si ferì ad una gamba. Sofferente dal dolore chiese perdono alla Santa per non aver rispettato il giorno festivo cosicché la sua ferita si rimarginò e ogni pena cessò. 
Gli altri miracoli attribuiti a Santa Fina sono presenti in racconti, dipinti, rime e nei processi verbali rogati dai notai.

## Festeggiamenti
Santa Fina si celebra a San Gimignano il 12 marzo, anniversario della sua morte. La solenne festività fu ufficialmente istituita nel 1481.
Due anni prima (1479), la piccola patrona fu invocata per scongiurare la fine della peste: la calamità cessò puntualmente e tale miracolo si ripeté anche nello stesso periodo del 1631. Era la prima domenica di agosto ed ancora oggi nel paese la "dolcissima Fina" (come canta una delle sue laudi più conosciute) viene festeggiata per la seconda volta nell'arco di un anno.
In entrambe le ricorrenze le sue reliquie vengono portate in processione per benedire la città. 
Il suo esempio di devozione è stato tramandato negli anni dalla popolazione sangimignanese attraverso il suo culto, ma nonostante sia da tutti chiamata "la Santa" ella fu beatificata e mai canonizzata. Pertanto, come è scritto nelle didascalie di molte raffigurazioni a lei dedicate, sarebbe corretto chiamarla Beata Fina. Infatti il patrono ufficiale della sua città rimane l'omonimo Santo Gimignano.

## L'ospedale
Fra le cose più importanti che la memoria di Fina ha prodotto vi è senza dubbio l'ospedale che prese il suo nome e fu costruito nel 1255 grazie alle oblazioni deposte sul suo sepolcro. I lasciti e le donazioni in denaro ed in beni immobili si susseguirono negli anni seguenti, a testimonianza del ricordo sempre vivo della piccola beata fra la popolazione. 
L'ospedale aveva lo scopo di dare ospitalità ai vecchi, ai poveri ed ai pellegrini. Attrezzandosi ed ampliandosi divenne nei secoli successivi uno dei migliori della Toscana. La struttura, che cambierà più volte nome a partire dal 1816, è rimasta in piena funzione fino alla fine degli anni novanta. Nella cappella dell'ospedale era conservata la tavola di quercia dove Santa Fina giacque per cinque anni, ora la tavola è esposta nella Cappella di Santa Fina, nel Duomo.

## Testimonianze iconografiche
L'opera artistica più importante dedicata a Santa Fina è senza dubbio la cappella che si trova all'interno della Collegiata (eretta nel suo disegno di Giuliano da Maiano nel 1468 e consacrata nel 1488) e dove all'interno dell'altare (scolpito dal fratello Benedetto da Maiano) sono custodite le sue ossa. 
Nelle due pareti della Cappella si trovano due affreschi di Domenico Ghirlandaio: uno relativo all'apparizione di san Gregorio; l'altro rappresenta le esequie e nei dettagli è possibile notare la fioritura delle viole sulle torri, un angelo che suona le campane, la guarigione di Beldia e di un fanciullo e l'autoritratto dell'artista e del suo cognato Sebastiano Mainardi che ha affrescato la volta della cappella. Sopra l'altare si trova anche il busto reliquiario della Santa (artista senese del XIV secolo).

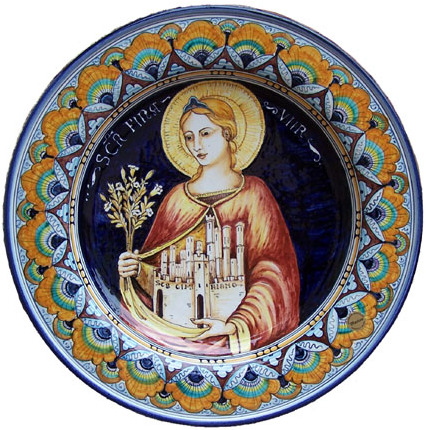
Riproduzione di Santa Fina su piatto in ceramica

All'interno del Museo Civico di San Gimignano si trova un tabernacolo ligneo (Lorenzo di Nicolò de Martino, 1402) dove è raffigurata la santa con la città nel proprio grembo, la figura di san Gregorio e alcune storie della sua vita e dei suoi miracoli.

Un'altra importante immagine della Santa si trova nella vicina chiesa di Sant' Agostino: si tratta di un affresco in uno dei pilastri del coro, opera di Benozzo Gozzoli. 
Molti altri pittori furono ispirati dalle gesta di questa umile fanciulla, fra i quali Piero del Pollaiolo e Pier Francesco Fiorentino. Altri dipinti su tavola sono stati rinvenuti in chiese di campagna in rovina o monasteri soppressi nelle vicinanze di San Gimignano.

## Biografie
Per quanto riguarda gli studi sulla Santa, il biografo più accreditato, e che ha vissuto più vicino nel tempo alla vita di Santa Fina, è Fra' Giovanni del Coppo con la sua opera Historia vita et morte di Sancta Fina da San Gimignano, scritto nel XIV secolo e successivamente tradotto da Jacopo Manducci nel 1575. In seguito sono stati molti coloro che hanno cercato di raccontare le vicende della povera fanciulla tra cui ricordiamo: Enrico Castaldi, Giovanni Bollando, Filippo Buonaccorsi, Teodoro Ferroni, Ignazio Malenotti, Luigi Pecori, Ugo Nomi Venerosi Pesciolini, Enrico Fiumi.
Di notevole rilievo è Fina dei Ciardi, un'opera contemporanea curata dalla Prof.ssa Iole Imberciadori Vichi nel 1979 e che raccoglie tutte le documentazioni esistenti riguardanti Santa Fina. Nel 2002, il compositore sangimignanese Stefano Cencetti le ha dedicato un oratorio per soprano, mezzosoprano, coro e piccola orchestra intitolato La Santa delle Viole: le violette che infatti fioriscono a marzo a San Gimignano, vicino alla festa della santa, sono dette i "fiori di Santa Fina". Tra gli omaggi musicali è da ricordare anche La leggenda di Santa Fina per soli, coro e strumenti del M° Fabrizio Bartalucci. A Le viole di Santa Fina e al loro fiorire il 12 marzo ha dedicato dei versi, negli anni Trenta, anche la poetessa sangimignanese Gina Gennai. È interessante notare che i tentativi fatti di far nascere codeste viole su altri luoghi e sulle mura di altre città anche vicine non hanno avuto successo. Sembrano crescere solo sulle mura sangimignanesi.